# Weil der Stadt
Weil der Stadt é uma cidade da Alemanha, no distrito de Böblingen, na região administrativa de Estugarda, estado de Baden-Württemberg. É conhecida por ser o local de nascimento do astrónomo Johannes Kepler.